# سیونتیو
سیونتیو (به لاتین: Siuntio) یک شهرداری در فنلاند است که در اوسیما واقع شده‌است. این منطقه در سال ۲۰۱۷ میلادی  ۶٬۱۸۱ نفر جمعیت داشته‌است.

## خواهرخوانده
شهر توری، استونی خواهرخواندهٔ سیونتیو هست.